# Archie Bunker's Place
Archie Bunker's Place is een Amerikaanse komedieserie die op de Amerikaanse televisie werd uitgezonden van 1979 tot 1983. Het was een voortzetting van de sitcom All in the Family. Archie Bunker's Place werd genomineerd voor vijf Emmy Awards en een Golden Globe. De prijzenregen die All in the Family eerder ten deel viel, bleef uit.

## Uitgangspunt
Archie Bunker's Place speelt zich hoofdzakelijk af in de bar die Archie Bunker kocht in het achtste seizoen van All in the Family, in plaats van bij de Bunkers thuis. Hij hernoemt deze tot Archie Bunker's Place en begint vanachter de bar wederom zijn conservatieve meningen te verkondigen.
Carroll O'Connor en Jean Stapleton bleven in eerste instantie Archie en Edith Bunker spelen. Edith stierf na het eerste seizoen aan een beroerte. De laatste drie seizoenen was Archie weduwnaar. Seizoen twee begon daarom met een emotioneel geladen tweedelige aflevering (waarvoor O'Connor een Peabody Award won).
Ook Allan Melvin keerde terug als Barney Hefner en Danielle Brisebois als Stephanie Mills. Sally Struthers was tot 1982 wederom te zien als Gloria, de dochter van de Bunkers. Michael 'Meathead' Stivic (Rob Reiner) keerde na een optreden in Thanksgiving Reunion, een dubbelaflevering in het eerste seizoen, niet terug, omdat Gloria en Mike inmiddels waren gescheiden.

## Rolverdeling
| Acteur             | Personage         |
| ------------------ | ----------------- |
| Carroll O'Connor   | Archie Bunker     |
| Jason Wingreen     | Harry Snowden     |
| Danielle Brisebois | Stephanie Mills   |
| Allan Melvin       | Barney Hefner     |
| Bill Quinn         | Mr. Van Ranseleer |
| Abraham Alvarez    | Jose Perez        |
| Anne Meara         | Veronica Rooney   |
| Martin Balsam      | Murray Klein      |
| Joe Rosario        | Raoul Rosario     |